# Careae
Careae es una tribu de plantas con flores perteneciente a la familia Apiaceae que agrupa los siguientes géneros.

## Géneros
| - Aegokeras - Aegopodium - Carum - Chamaele - Chamaesciadium - Falcaria | - Fuernrohria - Gongylosciadium - Grammosciadium - Hladnikia - Rhabdosciadium - Vinogradovia |